# 端野站

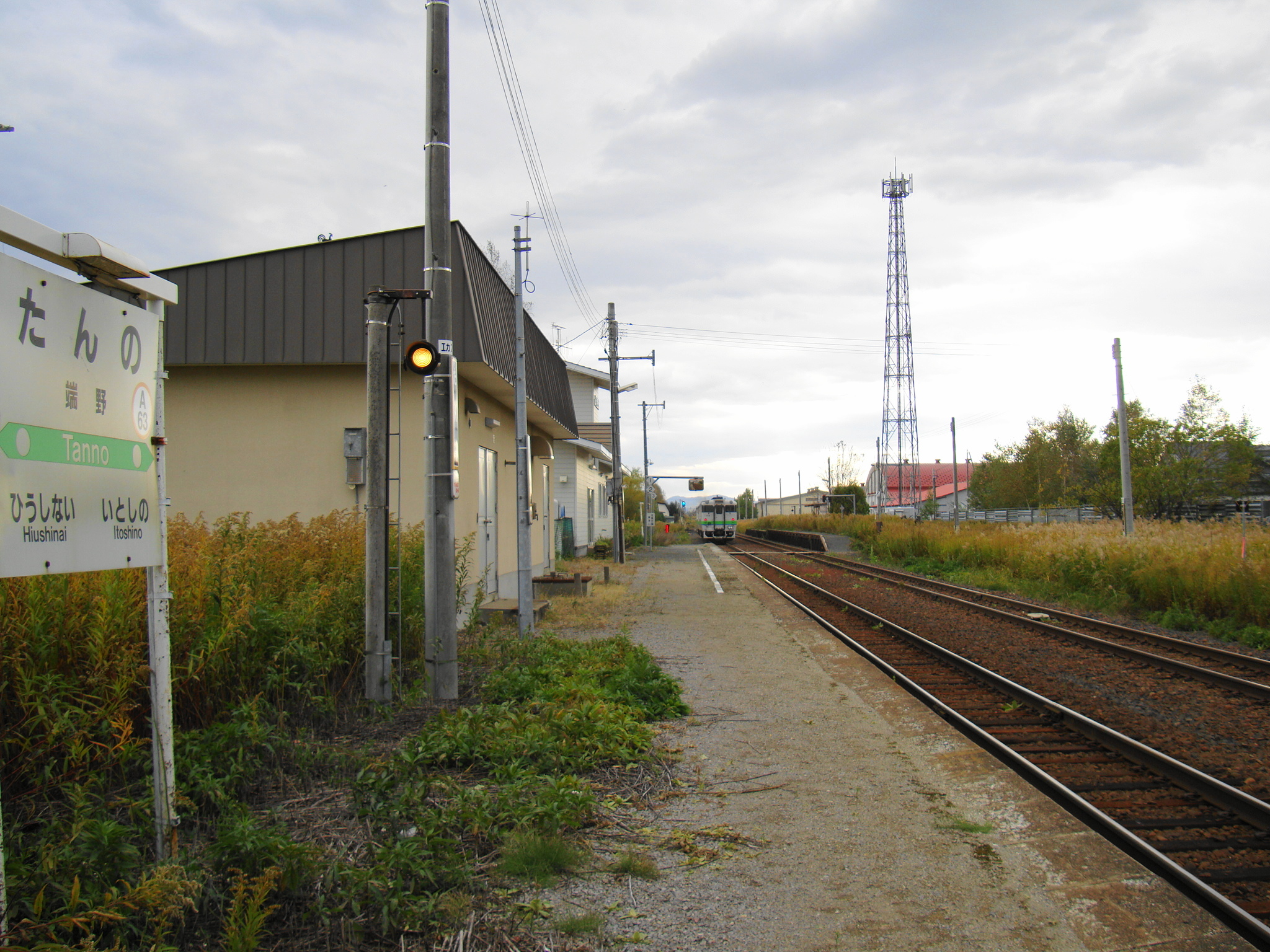
月台

端野站（日语：／ Tanno eki */?）位於北海道北見市端野町端野，是北海道旅客鐵道（JR北海道）石北本線上的站。
站名來自阿伊努語的「nup-kes」或「nup-hon-kes」（野地的邊緣）。

## 車站構造
擁有對向式月台2面2線的地面車站。往來月台間必須利用站內的平交道。

### 月台配置
| 月台 | 路線      | 方向 | 目的地         |
| ---- | --------- | ---- | -------------- |
| 1    | ■石北本線 | 上行 | 北見、遠輕方向 |
| 2    | ■石北本線 | 下行 | 美幌、網走方向 |

目前是無人站，由北見站管理。
沒有設置自動售票機。
雖然站房與北見市商工會（原為端野町商工會）的名產中心併設，
但實際上是在站房旁的新建築物營業。

## 車站周邊
原為端野町的中心站。
鐵道被夾於國道39號與北海道道1024號川向端野線之間。
車站出入口設於北海道道1024號，若由國道39號必須繞路方可抵達。
- 北見警察署端野駐在所
- 北見市公所端野總合分所（原為端野町公所）
- 端野郵局（與日本郵便北見分店端野集配中心併設）
- 北見信用金庫端野分店
- 北見未來農業協同組合（JA北見未來）端野分所
- 北海道北見巴士「端野郵局」車站

## 历史
- 1912年（大正元年）10月5日 - 日本國有鐵道設立。。
- 1933年（昭和8年） - 改建站房。
- 1984年（昭和59年）2月1日 - 廢止貨物與行李處理的業務。
- 1984年（昭和59年）11月10日 - 簡易委託化。
- 1987年（昭和62年）4月1日 - 國鐵分割民營化後成為北海道旅客鐵道（JR北海道）轄下的車站。
- 1991年（平成3年）2月 - 改建站房。
- 時期不詳　廢止簡易委託，完全無人化。

## 相鄰車站
北海道旅客鐵道（JR北海道）
■石北本線
愛野（A62）－端野（A63）－緋牛內（A64）

## 相關項目
- 日本鐵路車站列表

## 外部連結
- （日語）JR北海道 – 端野車站 （页面存档备份，存于）
- （日語）全驛參觀之旅 （页面存档备份，存于）

1. ↑  . 北見市端野綜合支所.   [2007年5月27日]. （原始内容存档于2007年9月27日） （日语）.